# Nobuhiro Ishizaki
Nobuhiro Ishizaki (石﨑 信弘 Ishizaki Nobuhiro?, nacido el 14 de marzo de 1958 en Hiroshima) es un exfutbolista japonés que se desempeñaba como defensa y entrenador.

## Clubes

### Como futbolista
| Club    | País  | Año         |
| ------- | ----- | ----------- |
| Toshiba | Japón | 1980 - 1993 |

### Como entrenador
| Club                | País  | Año         |
| ------------------- | ----- | ----------- |
| Montedio Yamagata   | Japón | 1995 - 1998 |
| Oita Trinita        | Japón | 1999 - 2001 |
| Kawasaki Frontale   | Japón | 2001 - 2003 |
| Shimizu S-Pulse     | Japón | 2004        |
| Tokyo Verdy         | Japón | 2005        |
| Kashiwa Reysol      | Japón | 2006 - 2008 |
| Consadole Sapporo   | Japón | 2009 - 2012 |
| Montedio Yamagata   | Japón | 2014 - 2016 |
| Tegevajaro Miyazaki | Japón | 2017 - 2018 |
| Fujieda MYFC        | Japón | 2018 -      |